# Wolga (Raketenstufe)
Die Wolga – benannt nach dem gleichnamigen Fluss – ist eine mehrfach wiederzündbare Raketenoberstufe des russischen Herstellers RKZ Progress. Sie wird als Zusatzstufe beim Start von Satelliten mit Sojus-2.1-Raketen eingesetzt, um höhere Umlaufbahnen zu erreichen. Die Stufe ist seit 2013 in Verwendung.

## Hintergrund
Die Wolga-Stufe ging aus dem Sojus-1-Projekt hervor. Ziel dieses in den 2000er Jahren begonnenen Projekts war die Entwicklung einer leistungsfähigeren Variante der Sojus-Rakete. Tatsächlich entstanden dabei nur die kleinere Raketenversion Sojus-2.1w und die dafür benötigte Wolga-Zusatzstufe. Letztere ist auch mit den „großen“ Sojus-Varianten 2.1a und 2.1b verwendbar, anstelle der leistungsstärkeren und teureren Fregat-Stufe.
Als Basis für die neue Oberstufe diente der von RKZ Progress entwickelte  Bus der Jantal-Satellitenfamilie. Dieser stand auch schon Pate für die ältere Sojus-Raketenoberstufe Ikar, die daher technisch der Wolga-Stufe ähnelt.

## Technik und Leistungsdaten
Die Wolga ist gut einen Meter hoch und hat einen Durchmesser von 3,1 Metern, das heißt, sie ist breiter als der Rumpf der Rakete (∅ 2,64 m), auf dem sie montiert wird. Vom Einsatzprofil her handelt es sich um eine Kickstufe: Sie befindet sich während der ersten Startphase innerhalb der Nutzlastverkleidung der Rakete und befördert die Satelliten schließlich langsam und präzise in ihre Zielumlaufbahn.
Wie ihr Vorläufermodell Ikar wird auch die Wolga mit der hypergolen (selbstzündenden) Treibstoffkombination UDMH und Stickstofftetroxid betrieben. Als Haupttriebwerk kommt das 17D64 zum Einsatz, eine Weiterentwicklung des Ikar-Triebwerks 17D61 mit unverändertem Maximalschub von ca. 2,9 kN. Zur Lageregelung sind kleine Steuertriebwerke vorhanden. Voll betankt wiegt die Stufe beim Start 1740 kg, davon 900 kg Treibstoff.
Die Vielfachzündfähigkeit und eine Betriebsdauer von bis zu 24 Stunden ermöglichen es, nacheinander mehrere Nutzlasten in verschiedene Orbits auszusetzen. Typischerweise dauert ein Einsatz aber nur 1–2 Stunden. Anschließend verwendet die Stufe den restlichen Treibstoff, um sich – nach Möglichkeit – wieder aus dem Weltraum zu entfernen, damit kein Weltraummüll entsteht. Wenn das Einsatzprofil dies nicht zulässt, steuert sie einen Friedhofsorbit an.
Für einen Start der Sojus 2.1w/Wolga vom Kosmodrom Plessezk nennt RKZ Progress folgende Höchstnutzlasten:
- 1700 kg bei einer um 62,8° geneigten Bahn in 1000 km Höhe
- 1400 kg bei einer um 82,4° geneigten Bahn in 1500 km Höhe
- 1400 kg bei einer sonnensynchronen Umlaufbahn (98,7°) in 835 km Höhe.

Alle bisherigen Flüge gingen in niedrigere Umlaufbahnen, was schwerere Nutzlasten erlaubt.

## Einsatzliste
Stand: 30. Juni 2025
| Lfd. Nr. | Datum (UTC)   | Startplatz | Sojus | Nutzlast (Satelliten)                           | Bahndaten            | Bahndaten | Anmerkungen                                                                                                |
| Lfd. Nr. | Datum (UTC)   | Startplatz | Sojus | Nutzlast (Satelliten)                           | ⌀ Höhe               | Neigung   | Anmerkungen                                                                                                |
| -------- | ------------- | ---------- | ----- | ----------------------------------------------- | -------------------- | --------- | --- |
| 10       | 28. Dez. 2013 | Pl 43/4    | 2.1w  | Aist 1 SKRL-756 1 SKRL-756 2                    | 607 km 606 km 602 km | 82,4°     | |
| 20       | 5. Dez. 2015  | Pl 43/4    | 2.1w  | Kanopus-ST 1 KYuA 1                             | 685 km               | 98,2°     | Kanopus-ST 1 trennte sich nicht von der Wolga-Stufe; beide verglühten beim Wiedereintritt nach drei Tagen. |
| 30       | 28. Apr. 2016 | Wo 1S      | 2.1a  | MVL-300 Aist 2D Samsat-218                      | 478 km               | 97,3°     | Weltraumteleskop Erdbeobachtungssatellit                                                                   |
| 40       | 23. Juni 2017 | Pl 43/4    | 2.1w  | Kosmos 2519                                     | 662 km               | 98,0°     | Kosmos 2519 setzte später die Unternutzlasten Kosmos 2521 und 2523 aus.                                    |
| 50       | 10. Juli 2019 | Pl 43/4    | 2.1w  | Kosmos 2535 Kosmos 2536 Kosmos 2537 Kosmos 2538 | 615 km               | 97,9°     | |
| 60       | 25. Nov. 2019 | Pl 43/4    | 2.1w  | Kosmos 2542                                     | 640 km               | 97,9°     | Kosmos 2542 setzte später die Unternutzlast Kosmos 2543 aus.                                               |
| 70       | 1. Aug. 2022  | Pl 43/4    | 2.1w  | Kosmos 2558                                     | 443 km               | 97,2°     | |
| 80       | 21. Okt. 2022 | Pl 43/4    | 2.1w  | Kosmos 2561 Kosmos 2562                         | 413 km               | 97,1°     | |
| 90       | 5. Feb. 2025  | Pl 43/4    | 2.1w  | Kosmos 2581 Kosmos 2582 Kosmos 2583             | 582 km               | 82,0°     | [ 4 ] [ 5 ]                                                                                                |